# ویرجینیا وولف
آدلاین ویرجینیا وولف (به انگلیسی: Adeline Virginia Woolf) (۲۵ ژانویه ۱۸۸۲ – ۲۸ مارس ۱۹۴۱) رمان‌نویس، مقاله‌نویس، ناشر، منتقد و فمینیست انگلیسی بود. او یکی از مهم‌ترین نویسندگان ادبیات نوگرا در قرن بیستم و از پیشگامان کاربرد جریان سیال ذهن به عنوان یک ابزار روایی محسوب می‌شود.
ویرجینیا در یک خانوادهٔ مرفه در منطقهٔ کنزینگتون جنوبی لندن متولد شد و او هفتمین فرزند جولیا پرینسپ جکسون و لسلی استیون بود. او از کودکی آثار کلاسیک انگلیسی و ادبیات ویکتوریایی را در خانه آموخت. از سال ۱۸۹۷ تا ۱۹۰۱ در دپارتمان بانوان کینگز کالج لندن تحصیل کرد و در آنجا آثار کلاسیک و تاریخ فراگرفت و با چهره‌های پیشگام اصلاح‌طلب در زمینهٔ تحصیلات عالیهٔ زنان و جنبش حقوق زنان آشنا شد.
ویرجینیا، بنا به تشویق پدرش، در سال ۱۹۰۰ نوشتن را به‌صورت حرفه‌ای شروع کرد. پس از مرگ پدرش در  سال ۱۹۰۴، او و خانواده‌اش از کنزینگتون به محلهٔ بلومزبری لندن نقل مکان کردند و آنجا همراه با دوستان روشنفکر برادرانش، یک حلقهٔ ادبی و هنری به نام «گروه بلومزبری» را تشکیل دادند. در سال ۱۹۱۲، ویرجینیا با لئونارد وولف ازدواج کرد و این دو در سال ۱۹۱۷ انتشاراتی به نام هوگارت را تاسیس کردند که اغلب آثار وولف را منتشر می‌کرد. آنها خانه‌ای در ساسکس اجاره کردند و در ۱۹۴۰ به‌طور دائم در آنجا ساکن شدند. وولف با زنان هم رابطهٔ رمانتیک داشت از جمله با ویتا سکویل-وست که او هم نویسنده بود و آثارش در انتشارات هوگارت جاپ می‌شد. رابطهٔ آنها تا زمان مرگ وولف ادامه داشت و بر آثار ادبی این دو زن تاثیر چشمگیری گذاشت.
ویرجینا وولف در سال‌های بین جنگ جهانی اول و دوم، یکی از چهره‌های مهم و سرشناس محافل ادبی لندن محسوب می‌شد. او در سال ۱۹۱۵ اولین رمان خود به نام سفر به خارج را در انتشارات برادر ناتنی‌اش به چاپ رساند. شناخته‌شده‌ترین آثار او عبارتند از رمان‌های خانم دالووی (۱۹۲۵)، به‌سوی فانوس دریایی (۱۹۲۷) و اورلاندو (۱۹۲۸). وولف به خاطر نوشتن جستار هم معروف است از جمله جستار اتاقی از آن خود (۱۹۲۹).
وولف در دههٔ ۱۹۹۷۰ به یکی از چهره‌های مرکزی و الهام‌بخش جنبش انتقادی فمینیسم تبدیل شد و آثار او از آن زمان تاکنون توجه گسترده و تفسیرهای مختلفی را برانگیخته است. آثار او تاکنون به بیش از ۵۰ زبان ترجمه شده‌اند. کتاب‌ها و مقالات و پژوهش‌های فراوانی درباره زندگی و آثار او منتشر شده و شخصیت وولف موضوع نمایشنامه‌ها، رمان‌ها و فیلم‌های متعددی بوده است.
وولف در سراسر زندگی‌اش از بیماری روانی رنج می‌برد. او چندین بار در بیمارستان روانی بستری شد و دست‌کم دوبار تلاش کرد خودکشی کند. به عقیده برخی روانپزشکان، بیماری او علائمی داشته که امروزه به عنوان اختلال دوقطبی تشخیص داده می‌شود و در آن زمان درمان موثری برای آن وجود نداشته است. وولف در سال ۱۹۴۱، در سن ۵۹ سالگی، خود را در رود اوز در شهرک لوئیس غرق کرد و به زندگی‌اش پایان داد.

## خاستگاه خانوادگی
ویرجینیا وولف (با نام اصلی آدلین ویرجینیا استفن) در 25 ژانویه 1882 در خیابان شمارة ۲۲ هاید پارک گیت در جنوب کنزینگتونِ لندن متولد شد. والدین او جولیا (با نام خانوادگی جکسون؛ 1846-1895) و پدر او سر لزلی استفان (1832-1904؛ نویسنده، مورخ، مقاله‌نویس، شرح حال نویس و کوهنورد) بودند. جولیا جکسون در سال 1846 در شهر کلکته بریتیش ایندیا متولد شد. والدین او جان جکسون و ماریا «میا» تئودوسیا پاتل، از دو خانواده انگلیسی-هندی بودند. دکتر جان جکسون سومین پسر جورج جکسون و مری هاوارد بنگالی بود. او پزشکی با سابقه 25 سال فعالیت در خدمات پزشکی بنگال و کمپانی هند شرقی و استاد دانشکده پزشکی تازه‌تاسیس کلکته بود.

## زندگی

### خیابان شماره ۲۲ هاید پارک گیت (۱۹۰۴-۱۸۸۲)

#### ۱۸۹۵ - ۱۸۸۲
ویرجینیا وولف در نوشته‌هایش درباره زندگی خود، از جمله خاطرات (1908)، خیابان شماره ۲۲ هاید پارک گیت (1921) و طرحی از گذشته (1940) تصویری از زندگی‌اش در سال‌های ابتدایی ارائه می‌دهد. لزلی استفن (1932) نیز از دیگر نوشته‌های وولف درباره این دوره از زندگی او است و در داستان‌هایش نیز به دوران کودکی‌اش اشاره دارد. در کتاب «به سوی فانوس دریایی» (1927)، تصویر او از زندگی رامزی‌ها در هبریدها، روایتی از بازدید استفان‌ها از کورنوال و فانوس دریایی گودروی است. با این حال، تصویر وولف از مادر و خانواده‌اش به طور قابل‌توجهی بین سال‌های 1907 و 1940 دچار تحول شده و تصویر دور و موردستایش مادرش دقیق‌تر و کامل‌تر می‌شود.

## زندگی
آدلاین ویرجینیا استیون در سال ۱۸۸۲ در لندن به دنیا آمد. مادر او جولیا پرینسپ استیون (به انگلیسی: Julia Prinsep Stephen) (۱۸۴۶ الی ۱۸۹۵) در هند و از جان جکسون (به انگلیسی: John Jackson) و ماریا پتل جکسون (به انگلیسی: Maria Pattle Jackson) به دنیا آمده بود، که بعد به همراه مادر خود به انگلستان نقل مکان کرد و به عنوان مدل مشغول به کار شد. پدر او  لسلی استیون (به انگلیسی: Leslie Stephen) نویسنده، منتقد و کوهنوردی معروف بود. پدرش، لسلی استیون، منتقد برجسته آثار ادبی عصر ویکتوریا و از فیلسوفان مشهور لاادریگرا بود. اگرچه برادران او برای تحصیل به کمبریج فرستاده شدند، او تحصیلات رسمی دریافت نکرد و در منزل معلم خصوصی داشت. ویرجینیا از کتابخانه غنی پدر بهره بسیاری برد و از جوانی دیدگاه‌های ادبی خود را که متمایل به شیوه‌های بدیع نویسندگانی چون جیمز جویس، هنری جیمز و مارسل پروست بود در مطبوعات به چاپ می‌رساند.
از دست‌دادن ناگهانی مادرش در سیزده سالگی و به دنبال آن درگذشت خواهر ناتنی‌اش دو سال بعد منجر به اولین حمله از رشته حمله‌های عصبی ویرجینیا وولف شد. با وجود این بین سال‌های ۱۸۹۷ تا ۱۹۰۱، موفق شد در دانشکده زنان کالج سلطنتی لندن درس‌هایی (گاه تا حد مدرک) در زبان یونانی، لاتین، آلمانی و تاریخ بگذراند که مقدمات آشنایی او را با بعضی از پیشگامان مدافع آموزش زنان مانند کلارا پیتر، جرج وار و لیلیان فیتفول فراهم کرد. دومین حملهٔ عصبی او پس از مرگ پدرش در ۱۹۰۴ بود. در این دوران برای اولین بار دست به خودکشی زد و سپس بستری شد.
ویرجینیا پس از مرگ پدرش در ۲۲ سالگی‌اش (سال ۱۹۰۴)، بعد از آنکه توانست از زیر سلطه برادر ناتنی‌اش جورج داک‌ورت آزاد شود، استقلال تازه‌ای را تجربه کرد. برپایی جلسات بحث دوستانه همراه خواهرش ونسا، و برادرش توبی و دوستان آنها تجربه نو و روشنفکرانه‌ای برای آنها بود. در این جلسه‌ها سر و وضع و جنسیت افراد مهم نبود بلکه قدرت تفکر و استدلال آنها بود که اهمیت داشت. علاوه بر این، ویرجینیا همراه خواهر و برادرش به سفر و کسب تجربه نیز می‌پرداخت. استقلال مالی ویرجینیا در جوانی و پیش از مشهورشدن، از طریق ارثیه مختصر پدرش، ارثیه برادرش، توبی که در سال ۱۹۰۶ بر اثر حصبه درگذشت و ارثیه عمه‌اش، کارولاین امیلیا استیون (که در کتاب اتاقی از آن خود بدان اشاره کرده است) به دست آمد.

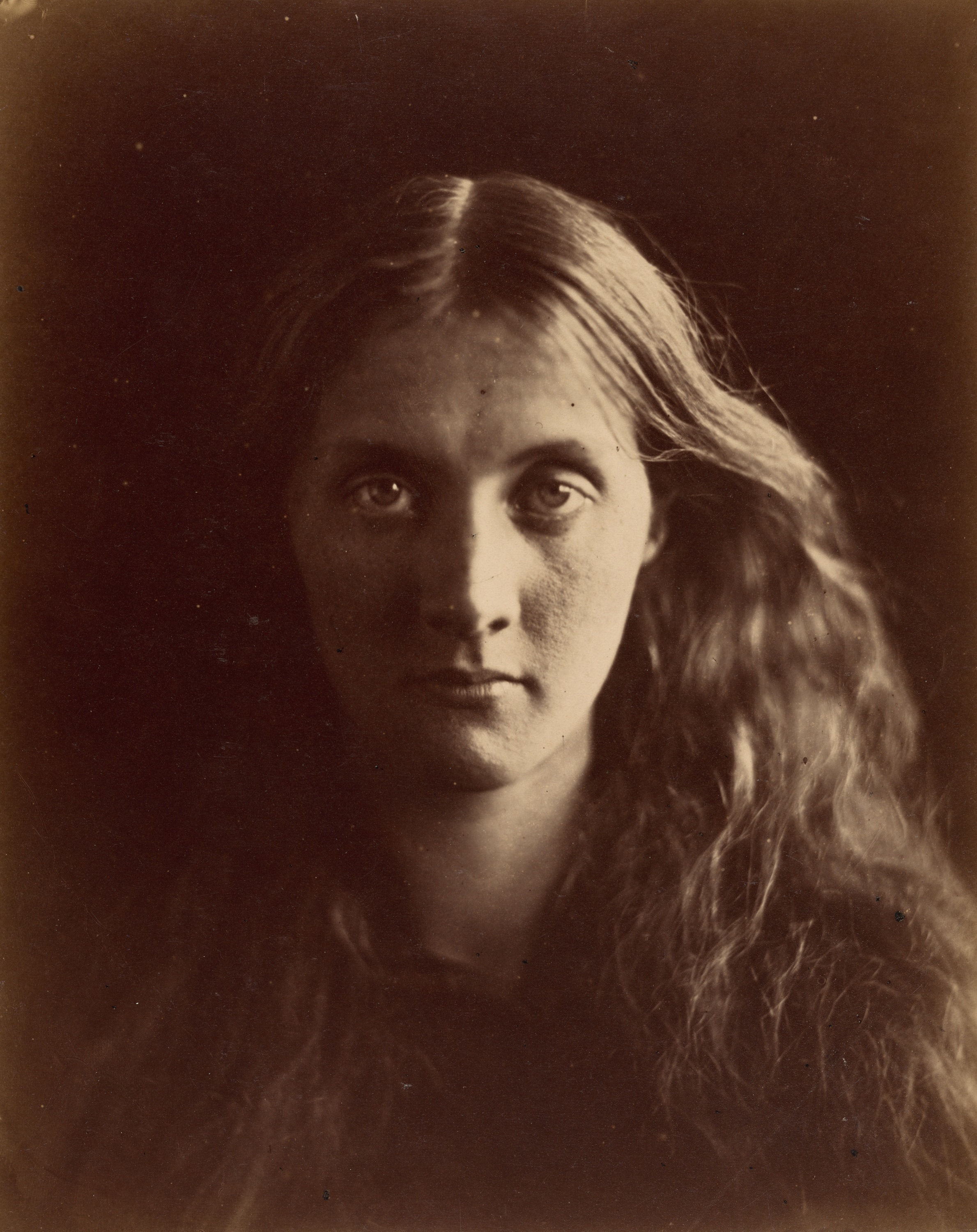
عکس جولیا اِستیوِن، مادرِ ویرجینیا وُلف، توسط جولیا مارگارت کامرون

او در سال ۱۹۱۲ با لئونارد وولف کارمند پیشین اداره دولتی سیلان و دوست قدیمی برادرش ازدواج کرد و همراه با همسرش انتشارات هوکارث را در سال ۱۹۱۷ برپا کردند؛ انتشاراتی که آثار نویسندگان جوان و گمنام آن هنگام (از جمله کاترین منسفیلد و تی.اس. الیوت) را منتشر کرد.

## خودکشی و مرگ

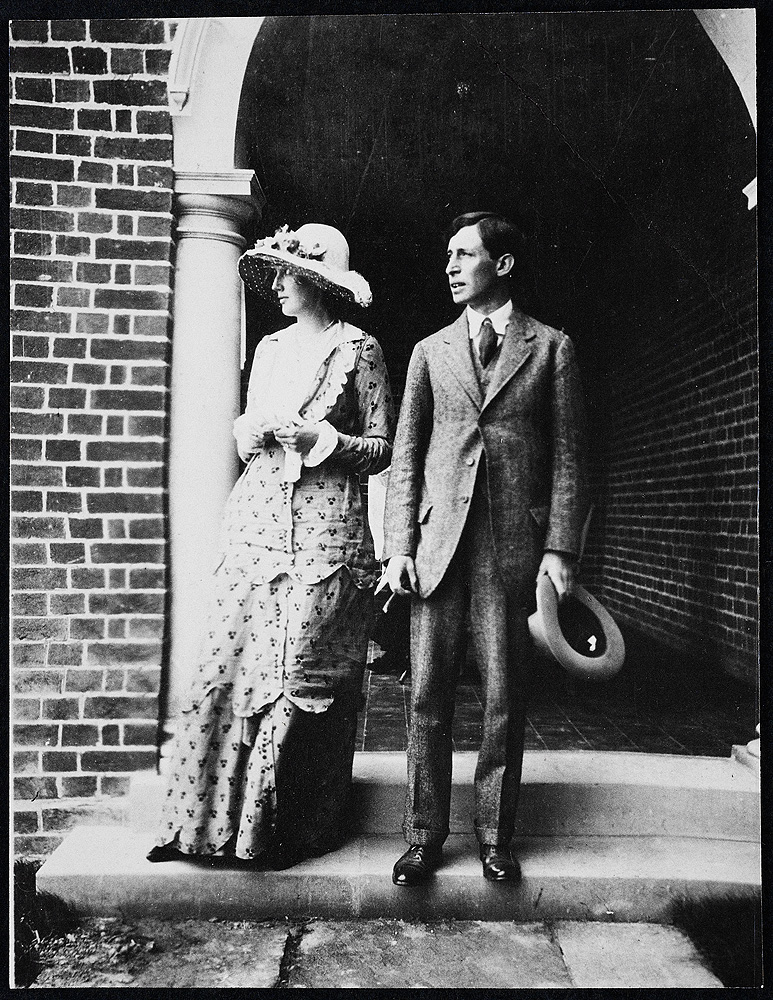
ویرجینیا و لئونارد وولف، ۲۳ ژوئیه ۱۹۱۲

ویرجینیا وولف طی جنگهای اول و دوم جهانی بسیاری از دوستان خود را از دست داد که باعث افسردگی شدید او شد و در نهایت در تاریخ (۲۸ مارس ۱۹۴۱) پس از پایانِ آخرین رمانِ خود به نام بین دو پرده نمایش، خسته و رنجور از رویدادهای جنگ دوم جهانی و تحت تأثیر روحیهٔ حساس و شکنندهٔ خود، با جیب‌های پر از سنگ به «رودخانه اوز» در «رادمال» رفت و خود را غرق کرد. جسد او حدود یک ماه بعد در تاریخ ۱۸ آوریل توسط چند کودک در پایین‌دست رودخانه پیدا شد. جسد او در روز ۲۱ آوریل در حضور همسرش لئونارد سوزانده شد و خاکسترش در سایه درختی در باغچه‌ای به خاک سپرده شد.
او در آخرین یادداشتِ خود با روحیه‌ای افسرده، برای همسرش چنین نوشت:
عزیزترینم، تردیدی ندارم که دوباره دچارِ جنون شده‌ام. احساس می‌کنم که نمی‌توانیم یکی دیگر از این دوره‌های وحشتناک را از سر بگذرانیم؛ و اینبار بهبودی نخواهم یافت. شروع به شنیدنِ صداهایی کرده‌ام و نمی‌توانم تمرکز کنم؛ بنابراین کاری را می‌کنم که به گمانم بهترین کارِ ممکن است.
بهترین شادیِ ممکن را تو در اختیارم گذاشته‌ای. هرآنچه می‌توان بود، برایم بوده‌ای. می‌دانم که دارم زندگی‌ات را تباه می‌کنم، می‌دانم که بدون من می‌توانی کار کنی؛ و می‌دانم که خواهی کرد. می‌دانم.. گمان نمی‌کنم تا پیش از آغازِ این بیماریِ وحشتناک، هیچ دو نفری می‌توانستند از این شادتر باشند. بیش از این توانِ مبارزه ندارم. می‌بینی؟ حتی نمی‌توانم این را هم درست بنویسم. نمی‌توانم چیزی بخوانم.

می‌خواهم بگویم همهٔ شادیِ زندگی‌ام را مدیونِ توأم. تو با همه‌چیزِ من ساخته‌ای و به طرزی باورنکردنی نسبت به من مهربان بوده‌ای. همه‌چیز جز اطمینان به نیکیِ تو، مرا ترک گفته‌است. دیگر نمی‌توانم به تباه کردنِ زندگی‌ات ادامه دهم. گمان نمی‌کنم هیچ دونفری بتوانند آنقدر که ما شاد بوده‌ایم، شاد باشند.___ویرجینیا
او یکی از بنیان‌گذاران بنیادِ بلومزبری بود.
نخستین زندگی‌نامه‌نویس رسمی وولف خواهرزاده‌اش، کوئنتین بل است که گذشته از ویژگی‌های مثبت، چهره‌ای نیمه‌اشرافی و پریشان از او ترسیم کرده است. در دهه‌های ۱۹۸۰ و ۱۹۹۰ پژوهشگران مختلفی دربارهٔ وولف نوشتند و به تدریج هم تصویر واقع‌بینانه‌تر و متعادل‌تری از وولف به وجود آمد و هم به اهمیت سبک و فلسفه او در ادبیات و نیز نقد فمینیستی پرداخته شد. جین مارکوس از پژوهشگرانی است که دربارهٔ سبک وولف کتاب نوشته است. او وولف را سیاسی سرسخت و مبارز می‌داند و استدلال می‌کند وولف با آگاهی‌ای که به طبقه اجتماعی و تأثیر آن بر رشد فردی داشته، نباید نخبه‌گرا محسوب شود.

## سبک
ویرجینیا وولف نویسنده رمان‌های تجربی است که سعی در تشریح واقعیت‌های درونی انسان دارد. نظرات فمینیستی وی که از روح حساس و انتقادی او سرچشمه گرفته، در دهه ششم قرن بیستم تحولی در نظریات جنبش زنان پدید آورد. وی در نگارش از سبک سیال ذهن بهره گرفته است.
کتاب اتاقی از آن خود وولف در کلاس‌های آیین نگارش پایه‌های مختلف تحصیلی دانشگاهی تدریس می‌شود. علاوه بر اهمیت شیوه نگارشی آن، این کتاب ویژگی‌های نثر مدرنیستی را در مقاله نویسی وارد کرده و سبک جدیدی ایجاد کرده است. گذشته از این، اتاقی از آن خود را شکل‌دهنده جریان نظری فمینیستی و به‌طور خاص نقد ادبی فمینیستی می‌دانند.

## اندیشه‌های فمینیستی

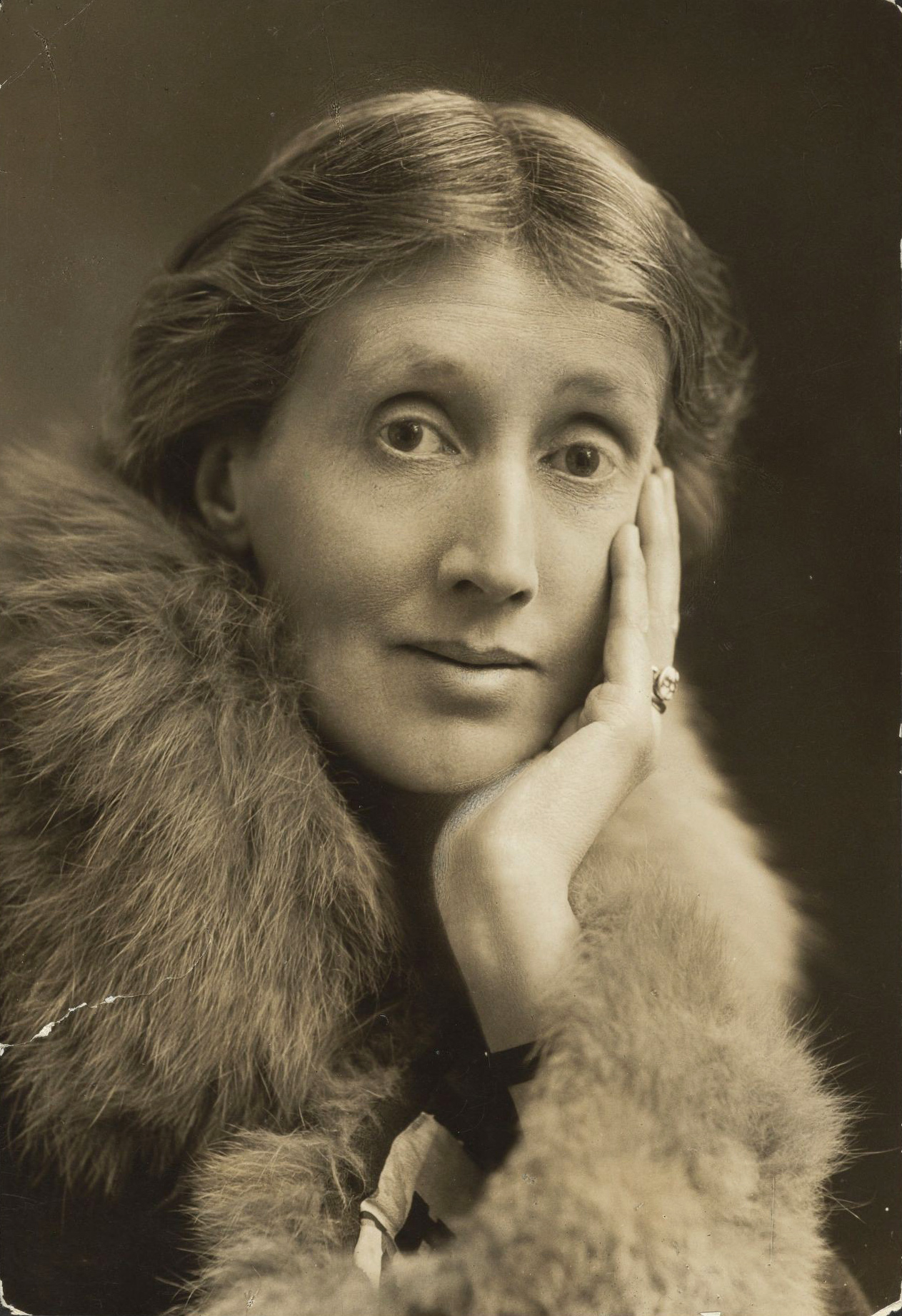
ویرجینیا وولف ۱۹۲۷

وولف در مورد مشکل عدم امکان کارکردن برای زنان در مشاغل آکادمیک یا زمینه‌های مرتبط با کلیسا، حقوق و پزشکی بسیار نگاشته است، مشکلی که در آن زمان به دلیل عدم پذیرش زنان در آکسفورد و کمبریج شدت یافته بود. خود او به دانشگاه نرفته بود و از این موضوع که برادران و دوستان مذکرش این امکان را که او محروم بود در اختیار داشتند ابراز تاسف می‌کرد. او معتقد بود حتی در زمینهٔ کاری ادبیات، معمولاً از زنان انتظار می‌رفت که زندگی‌نامه پدران خود را بنویسند یا مکاتبات آنان را ویرایش کنند. وولف معتقد بود که اگر پدرش هنگامی که او نسبتاً جوان بود از دنیا نرفته بود، او هرگز نویسنده نشده بود.
او همچنین به مسئلهٔ برابری زنان با مردان در ازدواج پرداخته است و در رمان به سوی فانوس دریایی به طرز خلاقانه‌ای به نابرابری موجود در ازدواج والدین خود اشاره می‌کند. منتقدان معتقدند شخصیت‌های این رمان بر اساس والدین خود او ساخته و پرداخته شده‌اند.

### رمان‌ها
- ۱۹۱۵ - سفر به بیرون
- ۱۹۱۹ - شب و روز
- ۱۹۲۲ - اتاق جیکوب
- ۱۹۲۵ - خانم دالووی
- ۱۹۲۷ - به‌سوی فانوس دریایی
- ۱۹۲۸ - اورلاندو: یک بیوگرافی
- ۱۹۳۱ - موج‌ها (خیزاب‌ها)
- ۱۹۳۳ - فلاش
- ۱۹۳۷ - سال‌ها
- ۱۹۴۱ - بین دو پرده نمایش («در میان نقش‌ها»، ترجمه الهه مرعشی، انتشارات فرهنگ جاوید، تهران: ۱۳۹۱)

داستان دوشس و جواهر فروش

### غیرداستانی
- ۱۹۲۹ - اتاقی از آن خود
- ۱۹۳۸ - سه گینی